# María Odette Canivell Arzú
María Odette Canivell Arzú (nacida el 29 de marzo de 1960 en Guatemala, Guatemala) es una escritora y académica guatemalteco - española.

## Biografía
María Odette Canivell se licenció en Psicología por la Universidad Francisco Marroquín. Continuó su formación académica al obtener un Máster en Lengua Española y un Doctorado en Estudios Comparados por la Florida Atlantic University, Estados Unidos. 
Además de su labor como docente en la James Madison University y en la IE University, Canivell ha publicado novelas, cuentos, ensayos e investigaciones. 
Una de sus más recientes publicaciones fue Narrativas Literarias y el Imaginario Cultural: El Rey Arturo y Don Quijote como Héroes Nacionales (2019), presentado en Londres, UK. 
Como editora, Canivell editó la FACS (Florida Atlantic Comparative Studies Magazine) en el año 2004 y la Revista de cine MacGuffin para la James Madison University del año 2008 al 2014. En Guatemala fundó el proyecto editorial La Pepita, en honor a María Josefa García Granados, a través del cual se publica obra de mujeres.
Actualmente, Canivell reside en Madrid, España y en la ciudad de Guatemala, Guatemala.

## Obra

### Libros
- María Isabel (Editorial Palo de hormigo, 1996)
- La historia de Hans Zimmermann (Editorial Palo de hormigo, 1999)
- Marketing Myths: On Heroedom, Intellectual Imperialism and the Construction of National Symbols (Lambert Academic Publishing, 2012)
- El poder de la pluma: Los escritores y la política. Saarbrucken, Alemania: Editorial Académica Española (Lambert, 2012)
- Julia (FG Editores, 2013)
- Literary Narratives and the Cultural Imagination: King Arthur and Don Quixote as National Heroes (Lexington, 2019)
- La tragedia de Macbeth: El nuevo noir de Joel Coen.” Philip Marlowe en la Universidad. (Madrid: Dikynson, 2023, p. 351-357)
- Madres Literarias y sus genealogías. El olvido intencional de la literatura escrita por mujeres.(Guatemala: La Pepita editorial, 2024)
- La Organización. Historia de mentiras. (Guatemala: La Pepita Editorial, 2025)

### Capítulos en libros
- Miguel Ángel Asturias en Madrid: la edición española de Leyendas de Guatemala. Viajeros, diplomáticos y exiliados: escritores hispanoamericanos en España (1914 - 1939).Ed. Carmen Mora de Valcarcel, Alfonso García Morales. Viena, Austria: Peter Lang, 2012, 399-416.

### Reseñas y otros artículos
- Paradoja. El Cid, volumen XXV (Primavera, 2004): p. xxvi - xxvii.
- La soledad y las mujeres: Cuentos de mujeres solas. La Guía Ap. 2004:63.

## Distinciones
- The Magic and The Real in Magical Realism: The Work of Giogonda Belli as a Paradigm. CEA Critic. Best in Section, CEA 2018, (aceptado como Mejor presentación para publicación en la revista CEA Critic).